# Museo de la Siderurgia de Asturias
El Museo de la Siderurgia de Asturias (MUSI) es un museo  industrial inaugurado en 2006 y ubicado en La Felguera, en el concejo de asturiano de Langreo (España). 
El centro cultural ocupa parte de las antiguas instalaciones de la antigua Fábrica de La Felguera, primera gran siderurgia integral construida en España a mediados del siglo XIX. Repasa no sólo la historia de esta factoría sino la economía y sociedad asturiana vinculada al importante desarrollo de la actividad siderúrgica hasta la actualidad.

## Descripción

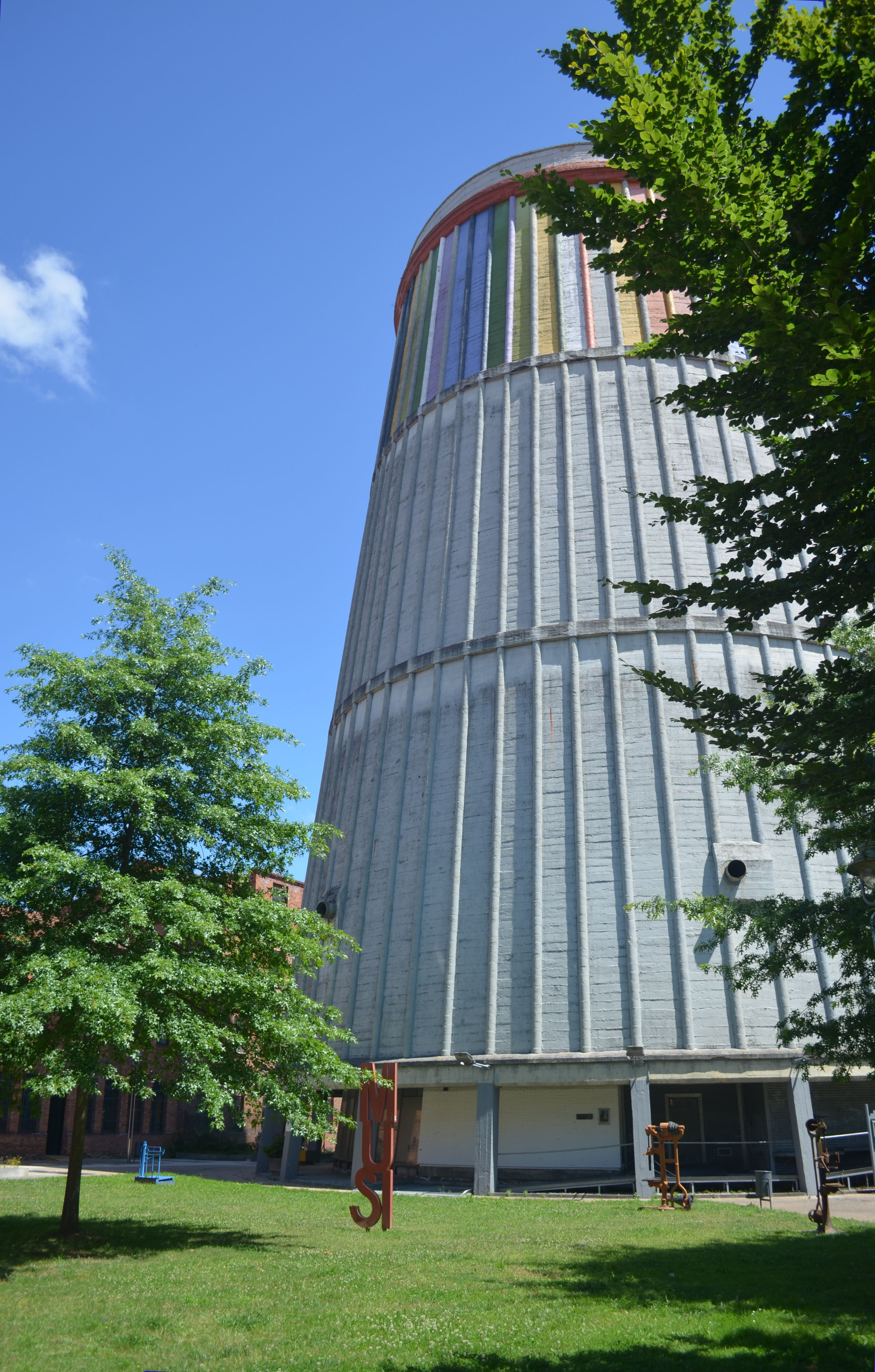
Torre de rfrigeración de la antigua siderurgia de La Felguera

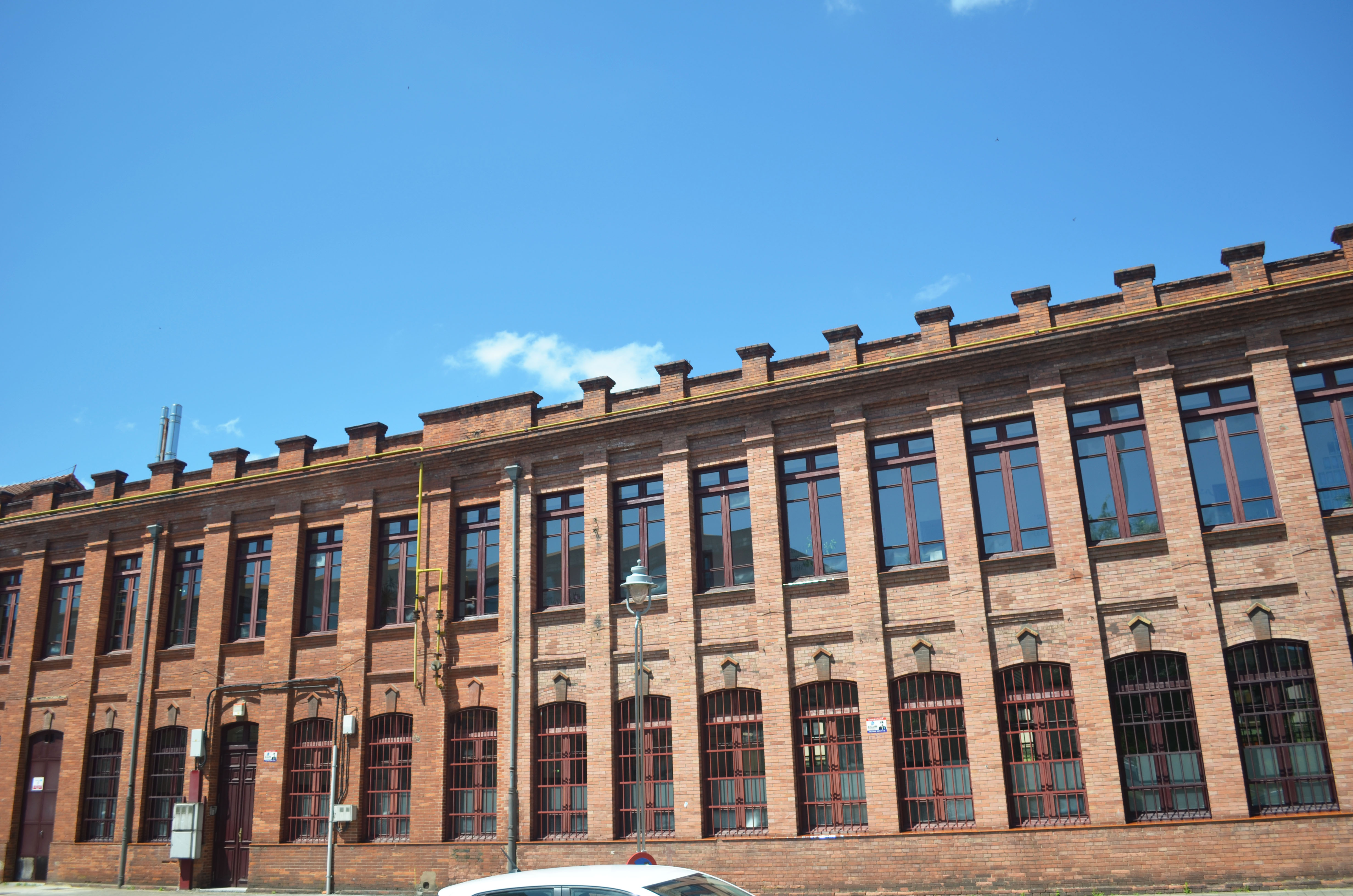
Oficinas y laboratorios de la antigua fábrica

El objetivo del museo es mostrar al visitante el proceso de industrialización que vivieron las Cuencas Mineras asturianas tras la llegada en mitad del siglo XIX del empresario riojano Pedro Duro, que fundó lo que hoy se conoce como la empresa Duro Felguera, y que llegó a ser el centro siderúrgico más importante de España, y la repercusión que tuvo en todo Asturias su éxito empresarial así como la transformación de un valle básicamente agrícola y ganadero en una dispersión de ciudades que crecieron a la sombra de la industria y dejaron un importante legado sociocultural.
El centro de recepción del museo se encuentra en el interior de una antigua torre de refrigeración de 45 metros de altura, pertenecientes a las instalaciones de la antigua Fábrica de La Felguera, que fue acondicionado y restaurado para albergar este servicio. En la planta baja se encuentra la recepción, la sala de audiovisuales, una maqueta de la antigua fábrica y se describe el proceso siderúrgico. En la primera planta se realiza un recorrido por la historia de la siderurgia en Asturias, el día a día de sus trabajadores y familias, además de exponerse máquinas, herramientas y documentos originales. En el sótano se abre el espacio Bayer.
Alrededor de la torre de refrigeración se disponen buena parte de los edificios de la antigua fábrica: talleres, naves, viviendas, oficinas, chimeneas, etc. Algunas de estas instalaciones se encuentran ocupadas por un centro de empresas, otras permanecen en estado de abandono, incorporadas a la Lista Roja del patrimonio histórico de Hispania Nostra. 
El museo cuenta una colección de locomotoras y grúas de vapor de entre finales del siglo XIX y mediados del XX cuya exposición se espera abrir en algunas de las instalaciones que actualmente están sin uso. La idea original del proyecto contempla el uso de buena parte de estos edificios, que no se han ocupado hasta día de hoy.

### Espacio Bayer
El museo cuenta con un espacio dedicado a la historia de la aspirina y su proceso de fabricación, así como de la empresa Bayer. Tiene como objetivo establecer la vinculación entre la actual Planta de Bayer instalada en el municipio, donde la multinacional alemana lleva a cabo la producción de todo su ácido acetilsalicílico, proceso para el cual fue determinante el carbón y la siderurgia local.

## Museo territorio

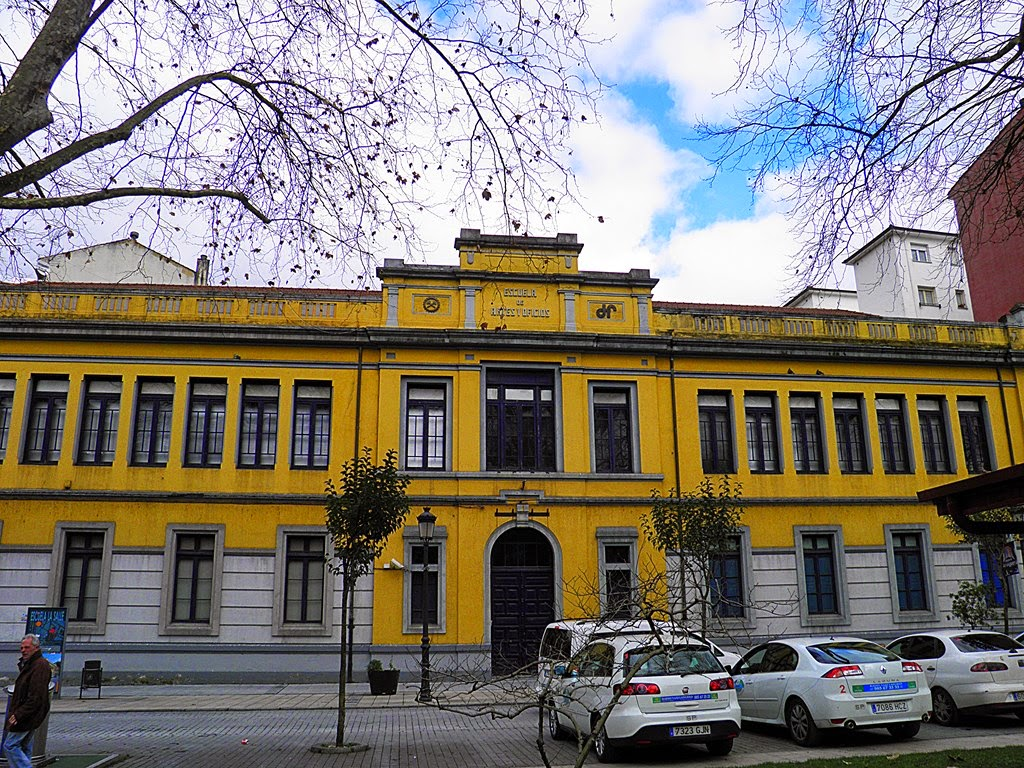
Antigua Escuela de Artes y Oficios

La oferta del museo se completa con rutas guiadas por el casco urbano de La Felguera, que muestran el proceso de creación de la localidad como solución habitacional para los trabajadores de la industria, así como sus equipamientos (escuelas, mercados, iglesia, casinos, viviendas para trabajadores e ingenieros, jardines públicos, etc.). Los puntos de esta ruta son:
- Fábrica de La Felguera
- Antigua casa de dirección y hotel de ingenieros
- Cuarteles obreros de La Formiguera
- Barrio Urquijo
- Estación de Vega
- Pozos Candín
- Calle Julián Duro
- Iglesia de San Pedro
- Hospitalillo
- Escuelas de La Salle y Escuela de Artes y Oficios
- Parque Dolores Fernández Duro
- Viviendas calle Conde Sizzo
- Mercado

## Horario y acceso

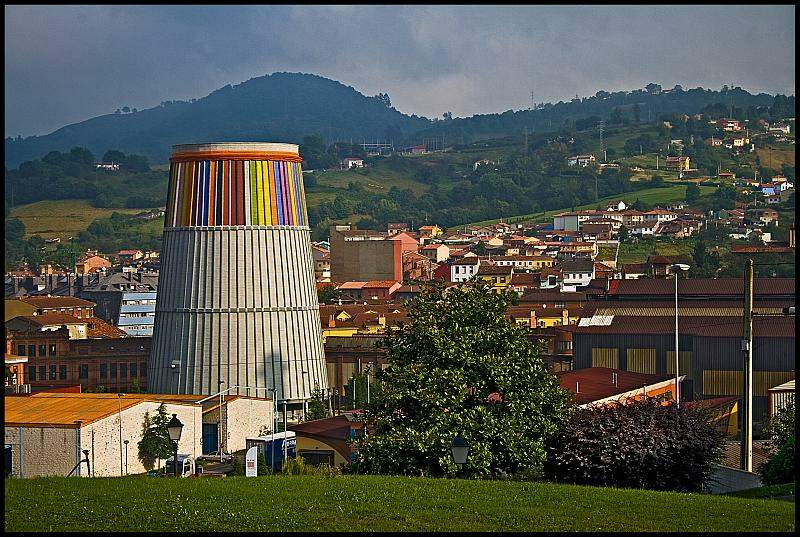
El MUSI y La Felguera

El centro abre los sábados de 10:00 a 14:00 y de 16:00 a 18:00, y los domingos y festivos de 10:00 a 14:00
Se encuentra en el interior del parque empresarial Valnalón, a 10 minutos a pie de la estación de Renfe de La Felguera (que conecta con Oviedo y Avilés) y 5 minutos de la antigua FEVE (con Gijón), situándose también cerca las paradas de autobuses que conectan con el resto del valle del Nalón, Oviedo y Gijón. La distancia en vehículo a estas dos últimas ciudades es de 20 minutos aproximadamente.